# Adrien Ulacq
Adrien Ulacq foi um matemático flamengo, conhecido por suas tabelas logarítmicas.

## Vida
Originalmente de etnia flamenga de Gouda, Holanda do Sul.

## Carreira
Em 1628 modificou as tabelas logarítmicas de Henry Briggs e adicionou mais detalhes às mesmas.
Ele preencheu a lacuna nos números entre 20000 e 90000 nas tabelas logarítmicas.
As tabelas logarítmicas produzidas por Ulacq provaram ser extremamente úteis para agrimensores.

## Honrarias
Suas realizações em logaritmos e matemática foram observadas por vários autores e fontes.
Isso inclui o Lexicon Technicum.
Também inclui a Encyclopédie de Denis Diderot.